# Abolla

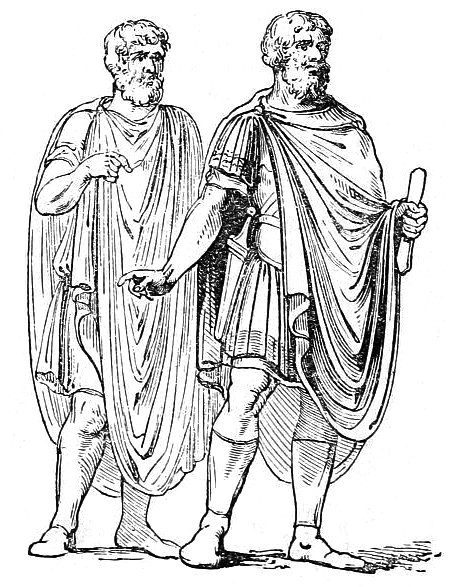
Due romani indossanti abolla

L'abolla (latino abollam, calco del greco ἀμβόλλα, ovvero indumento che si butta sulle spalle) era un mantello maschile usato nell'antica Roma e nell'antica Grecia.
I romani usavano questo mantello in lana per proteggersi dal freddo in guerra o in viaggio. In seguito è stato soprattutto utilizzato dai filosofi stoici a Roma come il pallio philosophicum, imitando i filosofi greci che si distinguevano da un particolare abito.